# Geely BL
La Geely BL è una autovettura del tipo coupé prodotta dalla casa automobilistica cinese Geely Automobile dal 2003 al 2006.

## Descrizione
Il nome "BL" sta per "Beauty Leopard".
L'auto è stata progettata con la collaborazione della Daewoo ed è stata introdotta nel gennaio 2003. 
Il design dell'auto assomiglia a quello della coeva Toyota Celica, con la parte anteriore che prende ispirazione dalla Honda Integra e la parte posteriore dalla Toyota Supra.
La BL è alimentata da due motorizzazioni da 1,3 e 1,5 litri di derivazione da Toyota, che le fanno toccare la velocità massima di 180 km/h. Più tardi nel 2006, è stata aggiunta una unità da 1,8 litri già utilizzato anche dalla Maple Hysoul, che le permette di raggiungere una velocità massima di 190 km/h.